# Evangelische Kirche Rittershausen

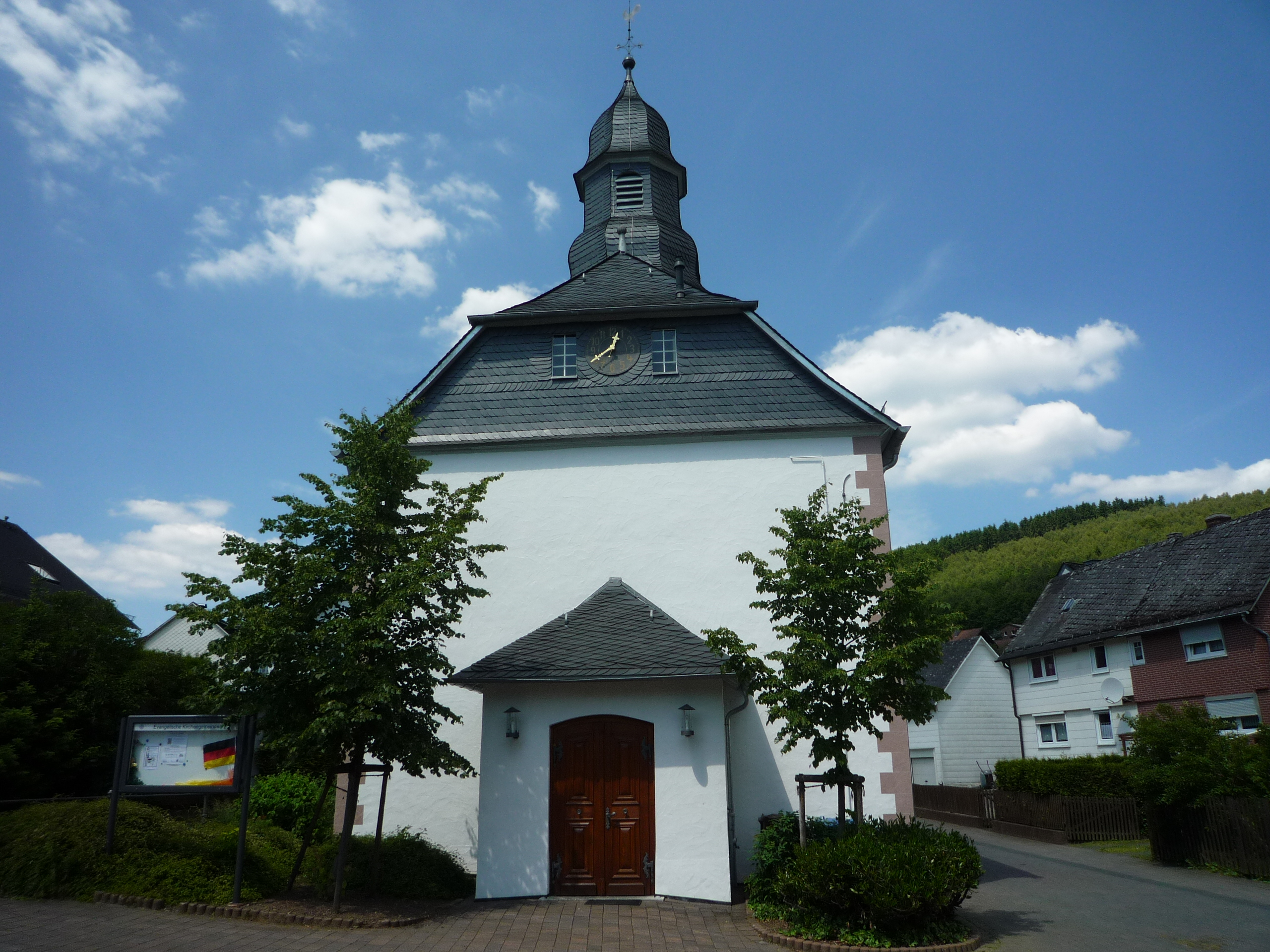
Evangelische Kirche in Rittershausen

Die evangelische Kirche Rittershausen ist ein denkmalgeschütztes Kirchengebäude in Rittershausen, einem Ortsteil der Gemeinde Dietzhölztal im Lahn-Dill-Kreis (Hessen). Unter der Nummer 132505 ist sie in die Liste der Kulturdenkmäler in Dietzhölztal verzeichnet.
In Rittershausen, einem Filialort von Bergebersbach, gab es nachweislich bereits seit im 14. Jahrhundert, wahrscheinlich sogar bereits im 13. Jahrhundert eine Kirche. Im 17. und mehrfach zu Beginn des 18. Jahrhunderts wird dieses Gebäude als baufällig und einsturzgefährdet erwähnt. Daraufhin wurde das heutige Kirchengebäude 1769 mit verputztem Bruchstein gebaut. Das Dach wurde als Krüppelwalmdach mit gestaffeltem Haubendachreiter errichtet. Eine barocke Innenausstattung aus der Entstehungszeit, eine dreiseitige Empore sowie eine erhöhte Kanzel an der östlichen Wand befinden sich in der Kirche. Der Fußboden besteht aus schmalen Steinen mit ährenförmigen Muster.
Die Kirche gehört zur Evangelischen Kirchengemeinde Ewersbach im Dekanat an der Dill in der Propstei Nord-Nassau der Evangelischen Kirche in Hessen und Nassau. Hier weist das Gebäude eine regionale Einzigartigkeit auf: üblich sind in der Umgegend die Kanzeldeckel. In der Rittershäuser Kirche findet man über der Kanzel anstelle des Kanzeldeckels ein Kruzifix. Dies wurde 1953, vermutlich als Bedingung für eine größere finanzielle Spende zur damaligen Renovierung, von einem örtlichen Unternehmer gestiftet.
Anlässlich des 250-jährigen Kirchenjubiläums wurde 2019 eine Kirchenchronik veröffentlicht. Dieses Buch ist über die örtliche Kirchengemeinde erhältlich.